# 東西教会
東西教会（とうざいきょうかい）とは、東方教会と西方教会の両方を指す概念。

キリスト教諸教派の成立の概略を表す樹形図。更に細かい分類方法と経緯があり、この図はあくまで概略である事に注意。

東方教会と西方教会が分裂したと一般に言われる東西教会の分裂であるが、東方教会に含まれる非カルケドン派、アッシリア東方教会は、それぞれカルケドン公会議、エフェソス公会議で既に分裂していた。しかしながら「東西教会の分裂」は東方教会と西方教会の分裂ではなく、正教会（東方正教会）とカトリック教会（ローマカトリック教会）の分裂を指して用いられる語として用いられる。